# فلافيو دا سيلفا
فلافيو دا سيلفا هو مدرب كرة قدم ولاعب كرة قدم برازيلي، ولد في 10 يونيو 1973 في ريو دي جانيرو في البرازيل.

## وصلات خارجية
- فلافيو دا سيلفا على موقع قاعدة بيانات كرة القدم.إي يو (الإنجليزية)
- فلافيو دا سيلفا على موقع Soccerway.com (الإنجليزية)